# Шияково
Шия̀ково е село в Северна България. То се намира в община Гулянци, област Плевен.

## География
Площ на – 11,566 km² (НСИ). Селото се намира в Дунавската равнина, на 5 км от общинския център Гулянци, на 35 км северно от областния център Плевен и на 26 км западно от Никопол в посока към река Дунав.
Шияково е разположено на 2 хълма – Кретски и Никовски, а по средата лъкатуши малка рекичка, която местните жители от векове наричат Бара. Около селото има живописна природа – гори от бор, липа, акация и люляк. На много места бликат извори. Къщите са скрити в зеленината на овощните и акациевите дръвчета.

## История
За първи път като името Шияково или Яково се среща в турски документи от средата на XV век. Определено е като част от територията на Никопол и владение на Никополската крепост.
Най-ранни и трайни следи от човешката дейност в землището на село Шияково са открити от времето на римляните I – III век. Археологични находки по протежение на северния край на селото – останки от зидове, архитектурни детайли, керамика и други изтеглят миналото на Шияково още към първите векове на нашата ера. Възникналото тук антично селище, превърнато по-късно в крепост Лапидария, заемало стратегическо положение в северния край на възвишението, което отделя поречието на река Вит и река Бара. Покрай тях минавали пътища за южните райони на Дунавската равнина.
Селището е било тясно свързано с дейността на каменоломните, намиращи се на 2 км западно от него. Именно тук в крепостта е открит уникален миниатюрен паметник на богинята на здравето Хигия, датиращ от края на II и началото на III век. Представлява лице на младо момиче, изваяно в разполовено яйце-символ на живота, атрибут на нейния баща Асклепий. Тази находка сега се намира в Историческия музей – Плевен. Почитането на тези 2 божества се свързва с изворната вода в местността Мелкарията, намираща се на около 1,5 км от крепостта Лапидария.
Като колибарско селище Шияково се предполага, че датира от 1254 г., а на сегашното си местоположение е от 1663 г. Името Шияково идва от долината Шията между днешните два баира Кретски и Никовски, в която е разположено селото.
Събитие от важно значение за Шияково е идването на българи от Драмската околия 1925 – 1926 г. – тъй наречените бежанци. Отнемането на Драмска област от България е исторически несправедлив акт на Великите сили. Това преселване е по силата на споразумение на тогавашните правителства с външни министри Моллов (България) и Кафандарис (Гърция). Нашите преселници отказали предлаганите им условия – гръцко поданство, смяна на имената и изселване във вътрешността на Гърция и дошли в родината си – България. Изоставили всичко и само с подръчен багаж се качват на влака за България. Тук те пеели своите македонски песни, станали любими на всички.
В центъра на селото се намира читалището, което носи името на Васил Левски и е основано 1928 г. В единия край на площада пред него през 2009 г. е издигнат войнишки паметник на 24-те загинали жители на селото във всички войни на България. До него е поставено оръдие, взело участие при боевете в Одрин и Чаталджа. В другия край на площада през 2011 г. е поставен постамент на Васил Левски по повод 174-тата годишнина от рождението на Апостола. Наблизо е и училището „Христо Ботев“, в което отдавна няма ученици. В него се помещава целодневната детска градина.
Около центъра са разположени кметството, пощата, магазините, здравната служба и клубът на пенсионера „Светлина“, открит на 01.10.2008 г. по случай Световния ден на възрастните хора. Към клуба е сформиран хор за народни песни, който наброява 15 жени. Те пеят песни от сърце и с огромно желание. Постигнали са успехи на много събори на народната песен и имат 5 грамоти и 3 препоръки за участие във фестивали. През декември 2009 г. хорът завоюва званието „Отличник“ на прегледа на пенсионерските клубове в София.

## Забележителности
Селото се намира в близост до стария римски път за Никопол. Учебното дело в селото е започнало още преди Освобождението от османска власт. Първото училище в селото е построено през 1885 – 1886 г. То просъществува до 1937 г., когато на негово място е построено сегашното училище.

## Редовни събития
От 2009 г. всяка година в последната събота от месец август се провежда среща на различини випуски завършили основното училище в селото.
Почти всяка година се провеждат землячески срещи. През 2011 г. гостуваше певицата Гуна Иванова, която изнесе голям концерт.
Сбор (събор) на селото се е провеждал на 28 октомври (Петковден), но от 1970-те години е спрян и не е възобновен. Курбан за дъждовна година и плодородие се провежда всяка година през втората неделя на месец май.

## Други събития
По инициатива на кмета Миринка Цветкова на 24.10.2009 г. в центъра на селото е открит войнишки паметник на 24-те загинали жители във всички войни на България. Откриването се проведе с военни почести в присъствието на Цецка Цачева, председател на Народното събрание и бригаден генерал Валентин Буров, депутати от ПП „Герб“, зам.-областни управители, бивши и настоящи кметове на община Гулянци и селата, представители на „Атака“ и други политически партии. На откриването хорът при пенсионерския клуб на с. Шияково „Светлина“ изнесе програма и под звуците на военния оркестър се извиха кръшни хора. Това е паметен и незабравим ден за жителите на Шияково. За първи път в историята на селото присъстваха такива високопоставени гости.
На 20 юли 2011 г. областният управител на Плевен Иван Новкиришки откри паметника на Васил Левски в село Шияково. Според Иван Новкиришки поставянето на този паметник е знак за зрялата и мъдрата историческа памет, която имат жителите на Шияково, знак за това, че колкото и да минава времето, каквото и да се случва, през каквито и перипетии да минава българският народ, нищо не е забравено и никой няма да бъде забравен.
На 23 август 2014 г. в Шияково е открит църковен храм „Света Троица“ с литургия, отслужена от Великотърновския митрополит Григорий. Дворното място в което е издигнат храма е дарено още в далечната 1940 г. от шияковчанина Минко Данаилов.